# Zerotula hedleyi
Zerotula hedleyi is een slakkensoort uit de familie van de Zerotulidae. De wetenschappelijke naam van de soort is voor het eerst geldig gepubliceerd in 1916 door Mestayer.